# Manolo Romón
Manuel María Romón, conocido como Manolo Romón, nacido en Vigo en 1956, es un actor, presentador y escritor español.

## Trayectoria
En su trayectoria profesional televisiva destacan sus colaboraciones en el espacio infantil Xabarín Club o en el programa-concurso Todos a bordo, del que fue presentador a finales de los años 90 entre otros proyectos. Como actor participó en 2001 en la teleserie Fíos (todas estas colaboraciones han sido con la Televisión de Galicia).
Además en su faceta literaria, fue miembro del Grupo Rompente (en el que coincidió con Antón Reixa, Alberto Avendaño y Alfonso Pexegueiro), con el que participó en la escritura de los libros colectivos Silabario da turbina (1978), A dama que fala (1983) y Upalás (1998).
También es un buen amigo del grupo musical vigués Siniestro Total, con quienes ha colaborado en varias ocasiones. Con algunos de sus componentes coincidió en la banda predecesora del grupo liderado por Julián Hernández, Mari Cruz Soriano y los que afinan su piano.
En la actualidad conduce el espacio literario Libro aberto en la Televisión de Galicia y participa como actor, desde 2005, en la tele-serie del mismo canal Libro de familia, donde interpreta el papel de Don Venancio.

## Obras

### Poesía
- Galletas kokoschka non, 1979, Rompente.
- Anaí, 1983, Correo Bereber, Vigo.
- Miniaturas, 1987, Correo Bereber, Vigo.
- Nadir, 1996, Litonor, La Coruña.
- Et finira le jour de son commentement, 2000, Diputación de Pontevedra.
- Poesía barata, 2006, Diputación de Pontevedra.

### Obras colectivas
- Silabario da turbina, 1978, Rompente.
- A dama que fala, 1983, Xerais.
- Escolma de poesía galega (1976-1984), 1984, Sotelo Blanco.
- Upalás, 1998, Xerais.